# Baconaoscia negreai
Baconaoscia negreai is een pissebed uit de familie Philosciidae. De wetenschappelijke naam van de soort is voor het eerst geldig gepubliceerd in 1981 door Vandel.